# August Theodor Wuppermann
August Theodor Wuppermann (* 1. Juli 1898 in Leverkusen-Schlebusch; † 28. Januar 1966) war ein deutscher Stahl-Unternehmer.

## Leben
Theodor Wuppermann, Enkel des Stahl-Unternehmers Heinrich Theodor Wuppermann (1809–1889), studierte Politische Wissenschaft mit Promotion zum Dr. rer. pol. 1922 heiratete er Marie Luise (Marlies) Menne (1901–1958) aus Siegen.
1924 wurde Wuppermann Geschäftsführer der Familienfirma Theodor Wuppermann GmbH. Walzwerk und Façonschmiede, Leverkusen. Das Unternehmen wurde später zum größten konzernfreien Walzwerk und Kaltprofilwerk in der Bundesrepublik Deutschland. Zahlreiche Patente spiegelten die erreichten Fortschritte in der Walztechnik wider.
Als anerkannter Unternehmer war Wuppermann Vorstandsmitglied der Wirtschaftsvereinigung Eisen- und Stahlindustrie, Vorstands- und Beiratsmitglied der Bandstahlvereinigung, Vorstandsmitglied des Vereins Deutscher Eisenhüttenleute (VDEh), Vizepräsident der Fédération de Relamineurs in Luxemburg und Mitbegründer und langjähriges Vorstandsmitglied der Arbeitsgemeinschaft Selbständiger Unternehmer.
Wuppermann starb bei einem Flugunfall.